# Route 585 (Nouveau-Brunswick)
Pour les articles homonymes, voir Route 585.
La route 585 est une route locale du Nouveau-Brunswick située dans l'ouest de la province, à l'est de Woodstock. Elle traverse une région principalement montagneuse. De plus, elle mesure 32 kilomètres, et est pavée sur toute sa longueur.

## Tracé
La 585 débute au nord du centre-ville de Woodstock, sur la rue principale, la route 103. Elle commence par traverser le fleuve Saint-Jean, puis elle croise la route 105 tout juste après avoir traversé le fleuve. Elle traverse ensuite une région plus montagneuse, en traversant quelques petites communautés, tel que Newbridge, Clarkville, et Nortondale, où elle possède un virage à 90° vers la gauche, soit vers le nord. Elle se dirige vers le nord-est jusqu'à Hawkins Corner, où elle bifurque vers l'est pour se terminer 2 kilomètres plus loin, sur la route 104.

## Intersections principales
| route 585         |                |     |                                          |                           |
| Comté             | Location       | km  | Intersection/Destinations                | Notes                     |
| Comté de Carleton | Woodstock      | 0   | R-103, Woodstock centre, Hartland        | extrémité ouest de la 585 |
| Comté de Carleton | Woodstock      | 0.5 | Traverse du fleuve Saint-Jean            |                           |
| Comté de Carleton | Grafton        | 1   | R-105, Hartland, Nackawic                |                           |
| Comté de Carleton | Hartin Corner  | 13  | R-595 est, Bull Lake, Central Waterville |                           |
| Comté d'York      | Hawkins Corner | 32  | R-104, Cloverdale, Millville             | extrémité est de la 585   |
| Bleu: Cours d'eau |                |     |                                          |                           |